# SAVE JAPAN
SAVE JAPAN（セイブジャパン）は、レーシングドライバー脇阪寿一が立ち上げた東日本大震災復興支援プロジェクトである。
2011年3月11日に起きた東日本大震災より、自らを発起人とし復興支援プロジェクトSAVE JAPANを立ち上げた。現在も尚、多くの著名人やモータースポーツ関係者が集まり、義援金受付や被災地での継続的な復興活動を進めている。